# Pillalamarri

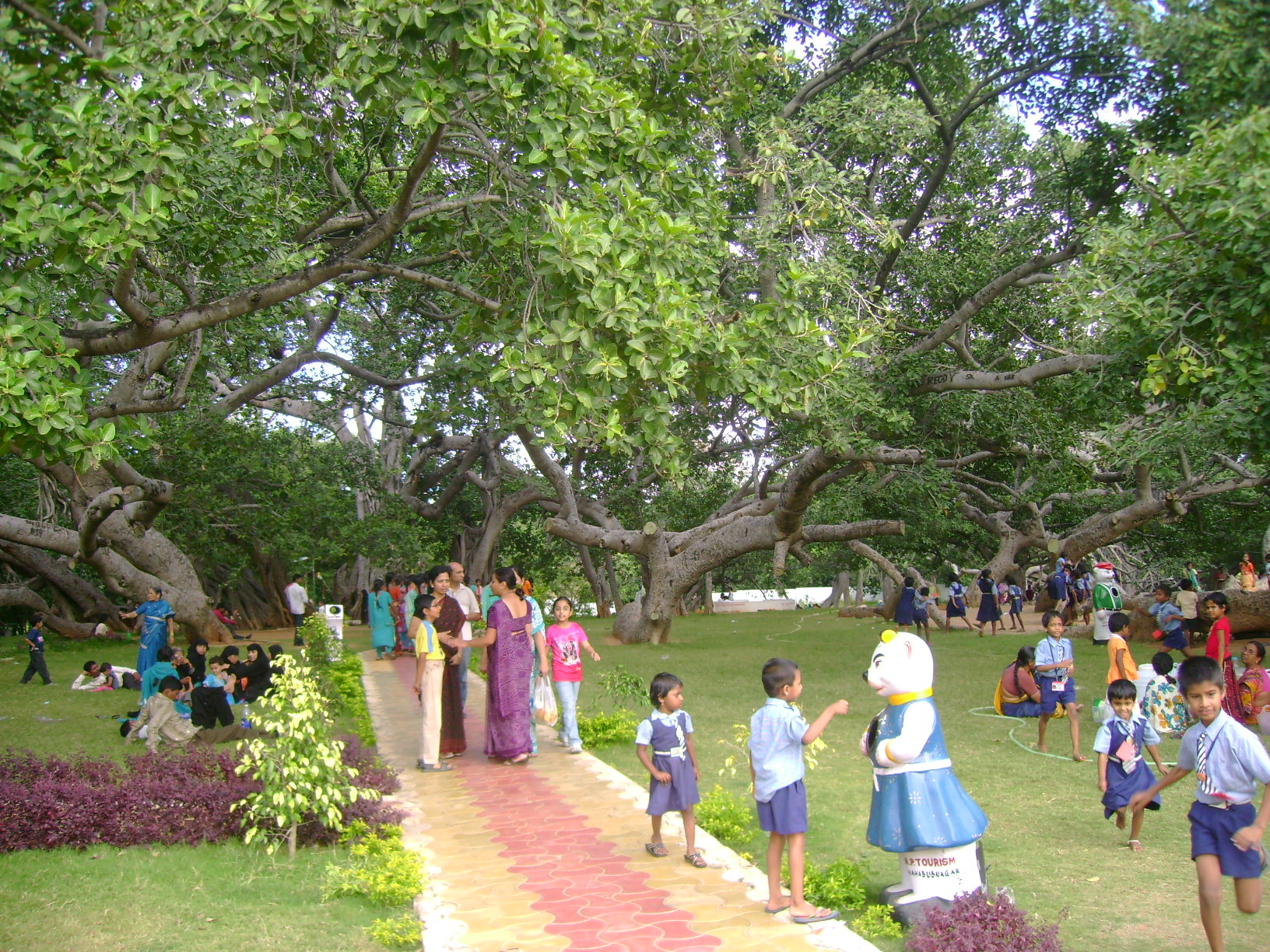
Pillalamarri

Der Pillalamarri ist eine sehr alte Banyan-Feige (Ficus benghalensis) in Mahbubnagar im indischen Bundesstaat Telangana. Sie ist rund 800 Jahre alt (andere Quellen sprechen von 700 Jahren) und bedeckt eine Fläche von rund 12 000 m².  Es ist die fünftgrößte Banyan-Feige weltweit mit einem Netto-Fläche von 12.267 m² und einem Kronendurchmesser von 154 m. Er befindet sich ungefähr vier Kilometer von der Stadt Mahbubnagar entfernt.

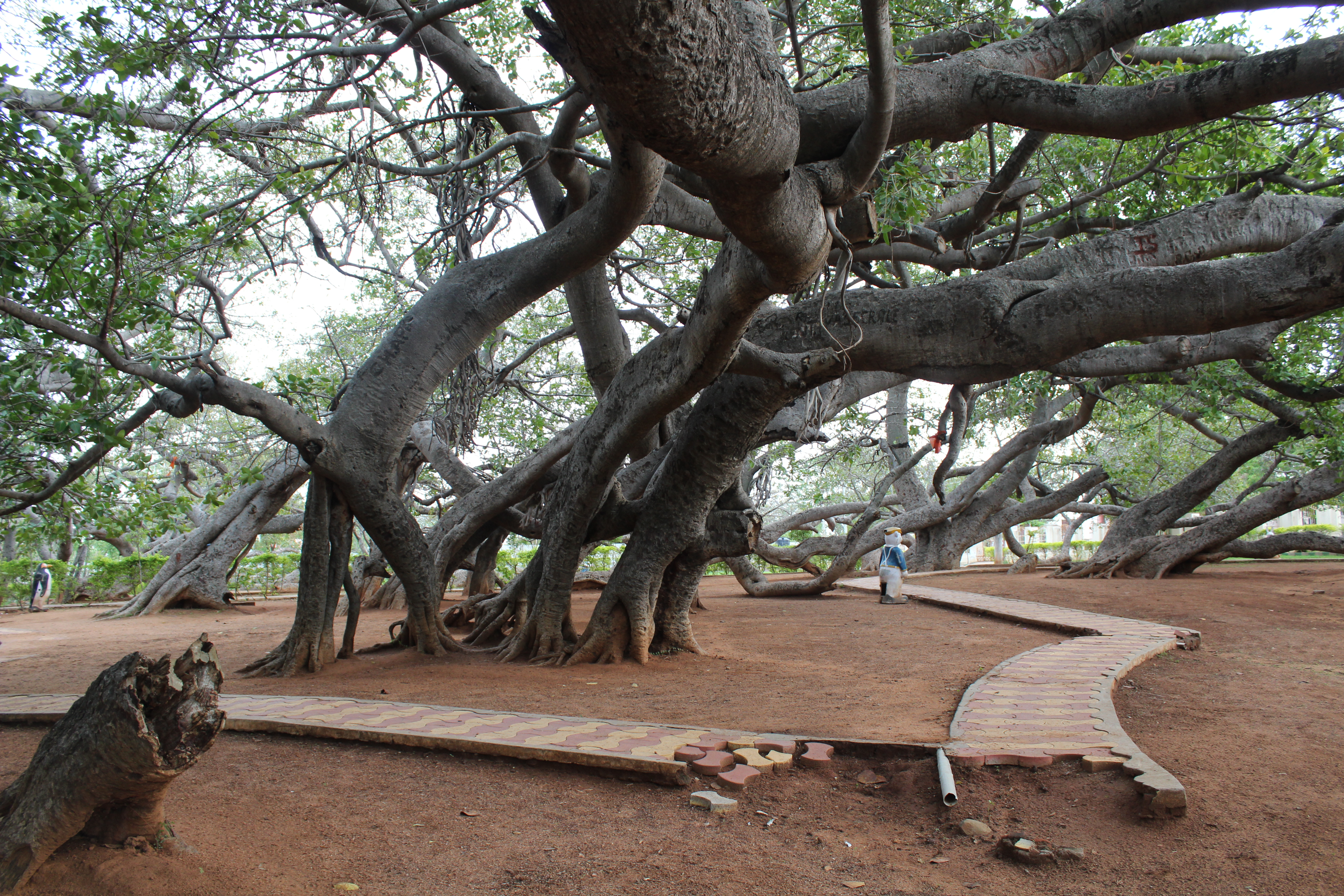
Pillalamarri mit Luftwurzeln

Der Baum befindet sich in einem nicht besonders guten Zustand durch Termiten und zu vielen Menschen. die sich unter dem Baum versammelten, picknickten und kochten. Daher wurde der Zugang zum Baum beschränkt und die Termiten mit Insektiziden  bekämpft. Zudem ist auch die Wasserknappheit ein Problem.
Ganz in der Nähe, aber nicht direkt unter dem Baum, befinden sich die Gräber zweier muslimischen Heiligen, den Brüdern Jamal Hussain und Kamal Hussain.
 Auf dem Gelände befindet sich zudem ein hinduistischer Rajarajeshwara-Tempel. Da das Gelände des Baumes auch touristisch genutzt wird, befindet sich dort auch ein kleiner Zoo und ein Hirschgehege.
Auf Telugu bedeutet Pillalu Kinder und marri Banyan-Feige. Der Name bezieht sich daher darauf, dass bei Banyan-Feigen Luftwurzeln den Seitenästen entspringen, die sich bei Bodenkontakt verdicken und stammähnlich die Krone stützen, der Baum also viele Kinder hat. Andere Quellen vermuten aber auch, dass der Baum früher Peerulah genannt wurde und sich auf einen der muslimischen Heiligen bezog.
Der Baum ist auch ein Emblem des indischen Distriktes Mahabubnagar.

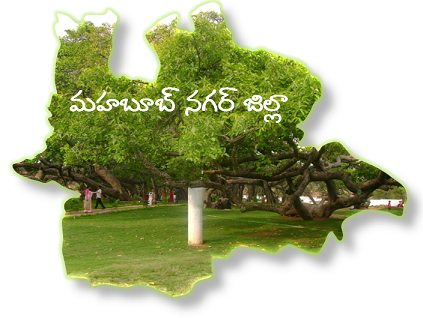
Der Pillalamarri im Umriss des Distriktes Mahabubnagar